# Holbox
Holbox (spanisch: Isla Holbox; gesprochen: Hol-bosh) ist eine Insel vor der mexikanischen Halbinsel Yucatán.

## Geografie
Holbox befindet sich an der Nordküste Yucatáns im mexikanischen Bundesstaat Quintana Roo. Sie befindet sich an der Yucatánstraße, die den Golf von Mexiko und des Karibische Meer verbindet und erstreckt sich auf eine Länge von 42 km und eine Breite von etwa 2 km. Im Norden der Insel befindet sich ein 34 km langer Sandstrand. Vom südlich gelegenen Festland ist sie durch die flache Lagune Yalahao getrennt, die unter anderem von Flamingos und Pelikanen bevölkert ist. Holbox ist Teil der Gemeinde Lázaro Cárdenas und des Yum-Balam-Biosphärenreservates. Der einzige Ort auf der Insel ist das gleichnamige Fischerdorf Holbox.

## Geschichte
Die Insel wurde von den Maya besiedelt, die ihr auch den Namen gaben. Holbox entstammt der Mayasprache und bedeutet „Schwarzes Loch“. Der Name rührt von dem durch Mangrovenflächen verursachten dunklen Wasser in der Lagune Yalahao. 1856 siedelten Spanier auf Holbox und gründeten einen Ort, der jedoch von einem Hurrikan zerstört wurde und etwa 100 Todesopfer forderte. Auf dem höchsten Punkt der Insel wurde schließlich das Dorf Holbox neu gegründet. Die Lagune Yalahao diente im 16. Jahrhundert dem Piraten Francisco de Molas 40 Jahre lang als Versteck.

## Wirtschaft und Tourismus
Die Holboxeños, wie die Einwohner von Holbox genannt werden, leben noch hauptsächlich von Fischfang, jedoch gewinnt der Tourismus zunehmend an Bedeutung. Dazu beigetragen hat auch die Beobachtung der Walhaie, den größten Fischen der Welt, die sich jährlich zwischen Mai und September vor Holbox aufhalten. Um Kitesurfen zu erlernen, ist Holbox für Anfänger wegen des flachen Wassers und günstiger Windverhältnisse während der Wintermonate geeignet. Auch Fortgeschrittene finden durch den Nordwind mit teils mehr als 25 Knoten geeignete Surfbedingungen.
Die Insel steht mit der auf dem Festland befindlichen Stadt Chiquila mittels einer Fähre in Verbindung. Auf Holbox befinden sich praktisch keine Autos; als Fortbewegungsmittel werden Golfcarts und Mopeds genutzt. Die kleine Luftlinie Aerosaab verbindet mit ihren Fünfsitzer-Cessnas den Inselflughafen Aeródromo de Holbox mit Playa del Carmen und Cancún.
Des Weiteren kann bei dunklen Nächten an den Küstenlinien von Holbox biolumineszierendes Plankton beobachtet werden. Die Bedingungen für eine Beobachtung sind auf Holbox besonders günstig, da das flache Wasser in Küstennähe einen einfachen Zugang gewährt.